# Championnat du Gabon de football 1983
Navigation
Saison précédente Saison suivante
La saison 1983 du Championnat du Gabon de football est la septième édition du championnat de première division gabonaise, le Championnat National. La compétition est en fait une phase finale qui réunit les quatre clubs issus des championnats provinciaux. L’ensemble des rencontres ont lieu dans la capitale, Libreville.
C'est le FC 105 Libreville qui remporte le titre, après avoir terminé en tête de la poule. C'est le troisième titre de champion du Gabon de l'histoire du club, le second consécutif.

## Les clubs participants
| - FC 105 Libreville - CAP Owendo Libreville - ENSP Franceville - FC Doumayekou |

## Compétition
| Rang | Équipe                | Pts | J | G | N | P | Bp | Bc | Diff |  | Résultats (▼ dom., ► ext.) | 105 | CAP | Dou | ENSP |
| ---- | --------------------- | --- | - | - | - | - | -- | -- | ---- |  | -------------------------- | --- | --- | --- | ---- |
| 1    | FC 105 Libreville     | 5   | 3 | 2 | 1 | 0 | 6  | 2  | +4   |  | FC 105 Libreville          |     | 1-1 | 3-0 | 2-1  |
| 2    | CAP Owendo Libreville | 4   | 3 | 1 | 2 | 0 | 6  | 2  | +4   |  | CAP Owendo Libreville      |     |     | 4-0 | 1-1  |
| 3    | FC Doumayekou         | 2   | 3 | 1 | 0 | 2 | 2  | 7  | -5   |  | FC Doumayekou              |     |     |     | 2-0  |
| 4    | ENSP Franceville      | 1   | 3 | 0 | 1 | 2 | 2  | 5  | -3   |  | ENSP Franceville           |     |     |     |      |

## Bilan de la saison
| Championnat du Gabon de football 1983                             |                              |
| Champion                                                          | FC 105 Libreville (3e titre) |
| Qualifications continentales                                      |                              |
| Coupe d'Afrique des clubs champions 1984                          | FC 105 Libreville            |
| Coupe des Coupes 1984                                             | CAP Owendo Libreville        |
| Promotions et relégations                                         |                              |
| Promus en Championnat National                                    | Aucun                        |
| Relégués en Championnat du Gabon de football de deuxième division | Aucun                        |